# Thérapie photodynamique

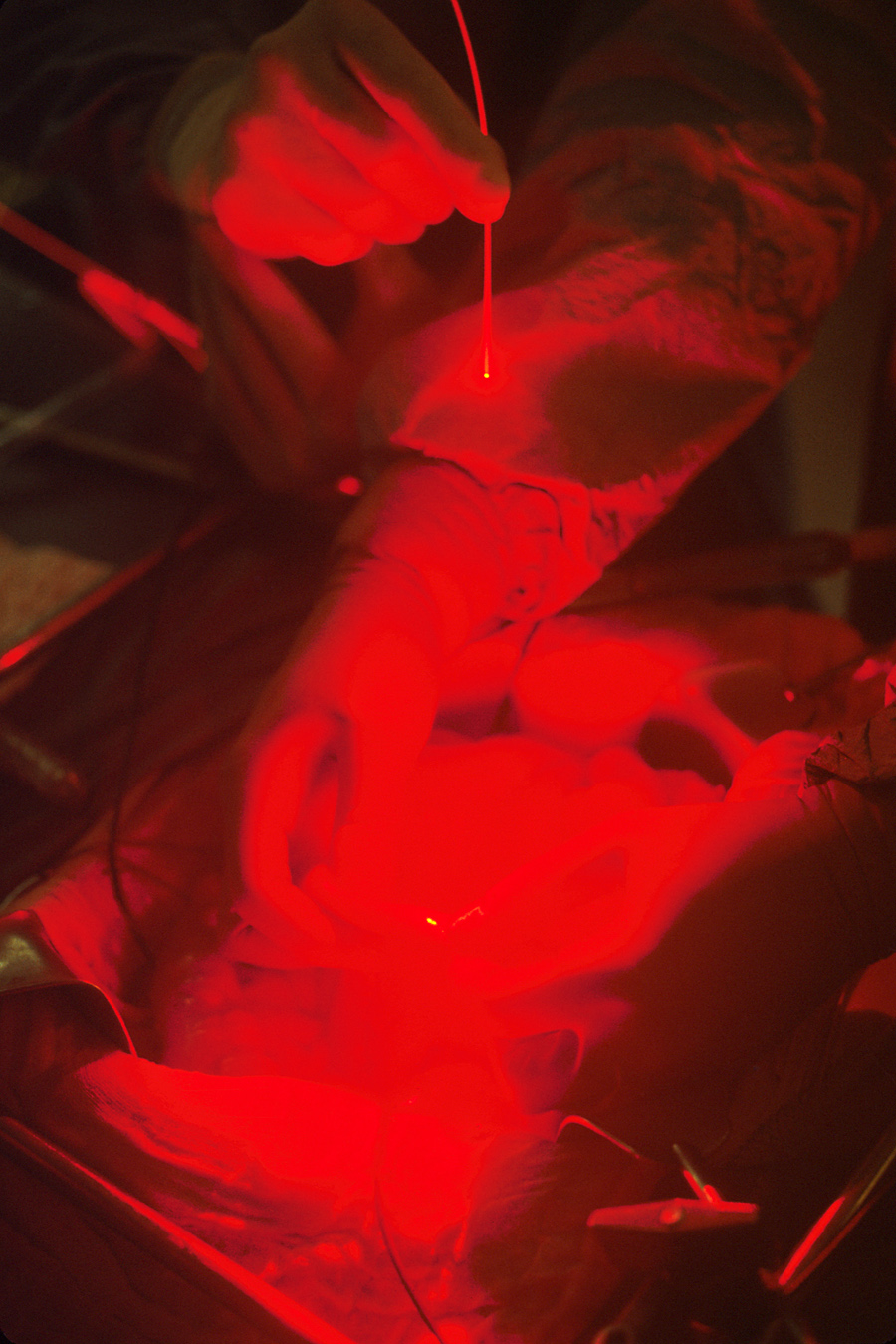
Photographie d'une opération chirurgicale par thérapie photodynamique.

La thérapie photodynamique (ou photothérapie dynamique ; photochimiothérapie ; en anglais : photodynamic therapy, abrégée en PDT), est une technique de traitement médical local et sélectif visant à détruire des tissus pathologiques, ou certains microbes, grâce à l'utilisation de substances chimiques photosensibilisantes devenant cytotoxiques une fois activés par de une lumière (pour une gamme réduite de longueurs d'onde) ou dans certains cas par des rayons X (qui peuvent pénétrer en profondeur dans l'organisme). Cette méthode a pour avantages de ne laisser aucune trace ou cicatrice inesthétique, d'être mieux tolérée et moins couteuse que les chimiothérapies classiques, tout en ayant un potentiel d'effets mutagènes très faible. 

## Histoire
Au début du XXe siècle, Von Tappenier réussi à tuer des paramécies en utilisant l'acridine orange comme photosensibilisateur.
Dans les années 1980, les thérapies photodynamiques se font surtout connaitre aux États-Unis, au Canada et au Japon où elles permettent de traiter certaines tumeurs autrement souvent inopérables. Et à la fin de cette décennie, l’apparition de bactéries multi-résistantes et l'augmentation des maladies nosocomiales relancent l'intérêt pour les thérapies photodynamiques. 
En ophtalmologie, le Visudyne® a été très utilisé contre la forme néovasculaire de la dégénérescence maculaire liée à l’âge, mais depuis 2006 tend à être remplacé par des injections intravitréennes d'Avastin® qui est un anticorps monoclonal anti-angiogénique.

## Principe
Des molécules inoffensives mais photosensibles, dites  photosensibilisateurs (par exemple des dérivés de porphyrines mis sur le marché sous le nom de Photofrin® en 1997 et Foscan® en 2002, ou Metvixia® et Effala® en dermatologie (Galderma)et Visudyne® pour l'ophtalmologie) excitées par un laser d'une certaine longueur d'onde transmettent leur énergie aux molécules de dioxygène naturellement présentent dans la tumeur. 
Le dioxygène excité produit alors des espèces réactives de l'oxygène, et notamment de l'oxygène singulet particulièrement réactif et hautement toxique pour la cellule et les cellules cancéreuses proches. Comme les espèces réactives de l'oxygène ont une courte durée de vie (elles disparaissent (après quelques microsecondes ou nanoseconde) à courte distance de leur point d'apparition, leur réactivité est essentiellement limitée à leur localisation intracellulaire, dans les cellules-cible. 
De plus, les photosensibilisateurs utilisés ont, dans leur état singulet excité des caractéristiques de fluorescence permettant de rendre momentanément « visible » les tissus déjà ou encore malades lors d'une exérèse de tumeur par thérapie photodynamique. En outre, si le traitement est "fort", les antigènes tumoraux libérés lors de la Thérapie photodynamique vont activer une réponse immunitaire antitumorale de la personne traitée. Inversement, si la lumière (ou les rayons X) sont délivrés à « faible dose » et/ou si l'élément photosensible est introduit dans l'organisme à faible dose, le traitement peut alors avoir des effets immunomodulateurs, utiles contre différents types de maladies auto-immunes ou de troubles inflammatoires, tout en conservant la cellule vivante. « L'effet immunosuppresseur de la PDT a été noté la première fois en 1986, avec la suppression d'une réaction d'hypersensibilité de contact chez les souris préalablement exposées à un haptène (un des deux éléments constitutifs d'un antigène ».
En Chine, Xei Chen et ses collègues ont en 2006 proposé de combiner une radiothérapie et une thérapie photodynamique en utilisant des scintillateurs nanoparticulaires excitables par des rayons X (certains types de nanoparticules contenant un scintillateur et excitées par le rayonnement X émettent alors des photons qui seront réabsorbés par un photosensibilisateur intégré dans la matrice de la nanoparticule. Aucune source de lumière externe n'est alors nécessaire pour induire l'effet photodynamique ; de tels nanoscintillateurs permettraient d'utiliser ces nanoparticules excitables par la radiothérapie elle-même en renforçant ses effets anticancéreux.
Dans les années 2010, des nanoparticules multifonctionnelles commencent à être testées, par exemple contre le glioblastome

## Sources lumineuses
Il peut s'agir de lampes, de tubes fluorescents, de lasers, de diode laser ou de diodes électroluminescentes éventuellement associées à des diffuseurs optiques.

## Utilisations
En France, plusieurs essais cliniques de thérapie photodynamique menés par le laboratoire Inserm U1189 OncoThAI et le CHU de Lille ont permis de mettre en œuvre cette thérapie dans différents domaines (dermatologie d'abord, puis pneumologie, neurochirurgie, parondothérapie, gynécologie, etc.). Les traitements des cancers de la prostate et du cerveau peuvent aussi bénéficier de ce traitement.
Dans le monde plusieurs usages existent ou sont en cours de développemet : 

### Traitement de certains cancers
La thérapie photodynamique peut traiter certaines tumeurs et tumeurs cancéreuses (notamment en dermatologie) car celles-ci ont tendance à accumuler les substances phototoxiques, à l'inverse des cellules saines, mais elle semble également prometteuse contre d’autres pathologies (cancer de la prostate, cancer du cerveau, rétinoblastome, kératose actinique).

### Traitement antibiotique («photodésinfection»)
De nombreuses études et revues de la littérature ont montré que la désinfection photodynamique permet de tuer efficacement un large éventail d'agents pathogènes, bactériens notamment, via l'utilisation de photosensibilisateurs tétrapyrroliques ou tels que le bleu de méthylène. On constate que le caractère neutre, anionique ou cationique de la molécule modifie l'efficacité antimicrobienne selon le type de bactérie (les bactéries gram + sont très vulnérables à tous les photosensibilisateurs mais les bactéries gram - ne sont tuées que si le photosensibilisateur qu'elles ont absorbé est  chargé positivement).
Des virus et des champignons pathogènes, mêmes devenus résistants aux autres médicaments peuvent être détruits par une thérapie photodynamique adaptée. 
Le traitement, en inactivant les cytokines inflammatoires, contribue en outre à accélérer le processus de guérison.
En outre, la désinfection photodynamique reste pleinement efficace après de nombreux traitements répétés (elle ne montre pas de signe de résistance chez les cellules ou espèces-cibles. Elle traite aussi efficacement certains biofilms (de Pseudomonas aeruginosa et de SARM antibiorésistants dans un modèle de cavité du sinus maxillaire.
Certains photosensibilisateurs ont été chimiquement modifiés pour qu'ils s'incorporent dans la mycomembrane des mycobactéries. In vitro, ils se sont montrés prometteurs, ce qui en fait des candidats potentiels pour l'administration ciblée de photosensibilisateurs.
De plus, la thérapie photodynamique antibactérienne a le potentiel de tuer très efficacement les bactéries pathogènes multirésistantes et est reconnue pour son faible potentiel à induire une résistance aux médicaments chez les bactéries, qui peut être rapidement développée contre l'antibiothérapie traditionnelle. Elle peut être utilisée contre les sinusites chroniques, les infections de la trachée, les ulcères externes, les infections de grands brûlés et contre l’acné.

### Applications pour la désinfection préventive ou la décontamination environnementales
Il semble possible et intéressant de produire des supports antimicrobiens à base de photosensibilisateurs, pour notamment combattre les biofilms constitués de bactéries antibiorésistantes ; ces supports pourraient par exemple être des peintures, vernis, textiles désinfectants, films plastiques, mais des questions se posent en termes de fin de vie de ces produits et d'éventuels effets secondaires environnementaux. 

## Le défi de l'«adressage tumoral»
Dans une démarche de « médecine personnalisée », on cherche à développer un adressage par nanovecteurs (ex : liposomes), vésicules extra-membranairesou microvésicules cellulaires utilisées comme véhicule de transport du photosensibilisateur), dont en produisant des capsules ou nanoparticules ciblant uniquement les cellules cancéreuses ou certains pathogènes, les pénétrant facilement, et activables par la lumière ou des rayons X . 
Un meilleur adressage de la nanoparticule (un photosensibilisateur lié à une molécule de type sucre, peptide ou ligand ou à une nanoparticule magnétique) est un défi car les photosensibilisateurs connus sont tous hydrophobes, ce qui engendre leur agrégation dans les milieux biologiques aqueux et limite leur biodisponibilité.

## Effets secondaires
L'un des effets secondaire de certaines de ces thérapies est d'augmenter les capacités de la vision nocturne.

## voir aussi